# Zuidhorn
Zuidhorn (anhörenⓘ) war eine niederländische Gemeinde in der Provinz Groningen, mit 19.046 Einwohnern (Stand 30. September 2018) auf einer Fläche von 128,37 km².

## Ortsteile
Zu Zuidhorn gehörten viele kleine pittoreske Dörfer. Einige von ihnen bestehen lediglich aus wenigen Bauernhöfen und einer Kirche.
| Name       | Einwohner (1. Jan. 2017) |
| ---------- | ------------------------ |
| Aduard     | 2.570                    |
| Briltil    | 490                      |
| Den Ham    | 135                      |
| Den Horn   | 210                      |
| Grijpskerk | 2.935                    |
| Kommerzijl | 490                      |
| Lauwerzijl | 145                      |
| Niehove    | 135                      |
| Niezijl    | 430                      |
| Noordhorn  | 1.380                    |
| Oldehove   | 1.305                    |
| Pieterzijl | 150                      |
| Saaksum    | 90                       |
| Visvliet   | 295                      |
| Zuidhorn   | 7.645                    |

Seit den 1960er-Jahren zogen mehr und mehr Familien aus der Stadt Groningen nach Zuidhorn, denn für Pendler ist Groningen von Zuidhorn aus gut zu erreichen. Es gibt zwei Bahnhöfe (Zuidhorn und Grijpskerk) an der Strecke Groningen–Leeuwarden und auch viele Busverbindungen zwischen den Dörfern und Groningen.

## Politik

### Fusion
Zuidhorn wurde zum 1. Januar 2019 mit Grootegast, Leek und Marum zur neuen Gemeinde Westerkwartier zusammengeschlossen.

### Sitzverteilung im Gemeinderat
Der Gemeinderat wurde von 2002 bis zur Gemeindeauflösung folgendermaßen gebildet:
| Partei       | Sitze | Sitze | Sitze | Sitze |
| Partei       | 2002  | 2006  | 2010  | 2014  |
| ------------ | ----- | ----- | ----- | ----- |
| CDA          | 6     | 4     | 4     | 4     |
| ChristenUnie | 3     | 4     | 4     | 4     |
| GroenLinks   | 2     | 3     | 3     | 3     |
| PvdA         | 4     | 4     | 3     | 2     |
| D66          | —     | —     | 1     | 2     |
| VVD          | 2     | 2     | 2     | 2     |
| Gesamt       | 17    | 17    | 17    | 17    |

Aufgrund der Fusion zum 1. Januar 2019 fanden die Wahlen für den Rat der neuen Gemeinde Westerkwartier am 21. November 2018 statt.

### Bürgermeister
Vom 15. Oktober 2017 bis zum Zeitpunkt der Gemeindeauflösung war Greetje de Vries-Leggedoor (CDA) kommissarische Bürgermeisterin der Gemeinde. Zu ihrem Kollegium zählten die Beigeordneten Henk Bakker (GroenLinks), Fred Stol (CDA), Bert Nederveen (ChristenUnie) sowie der Gemeindesekretär Harrie Koning.

## Der Reitdiep
Der Reitdiep ist eine natürliche Grenze der Gemeinde. Der Fluss war früher eine wichtige Verbindung zwischen Groningen und dem Wattenmeer. Als die Meerenge an der Mündung des Flusses vom Meer getrennt wurde, beendete man die Schifffahrt für Güter am Reitdiep. Jetzt gibt es dort fast nur noch Touristikverkehr.

## Bilder

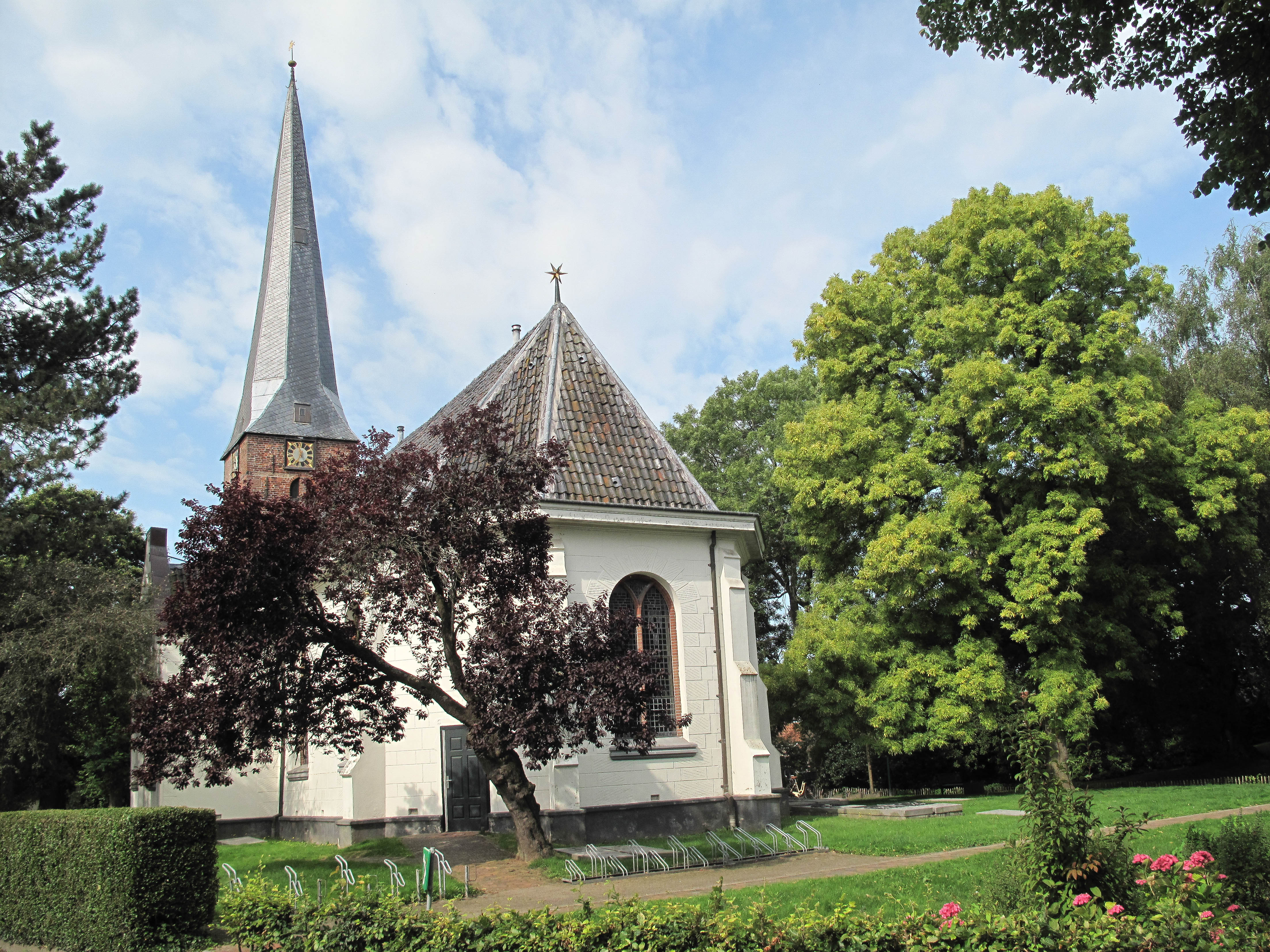
Zuidhorn, reformierte Kirche
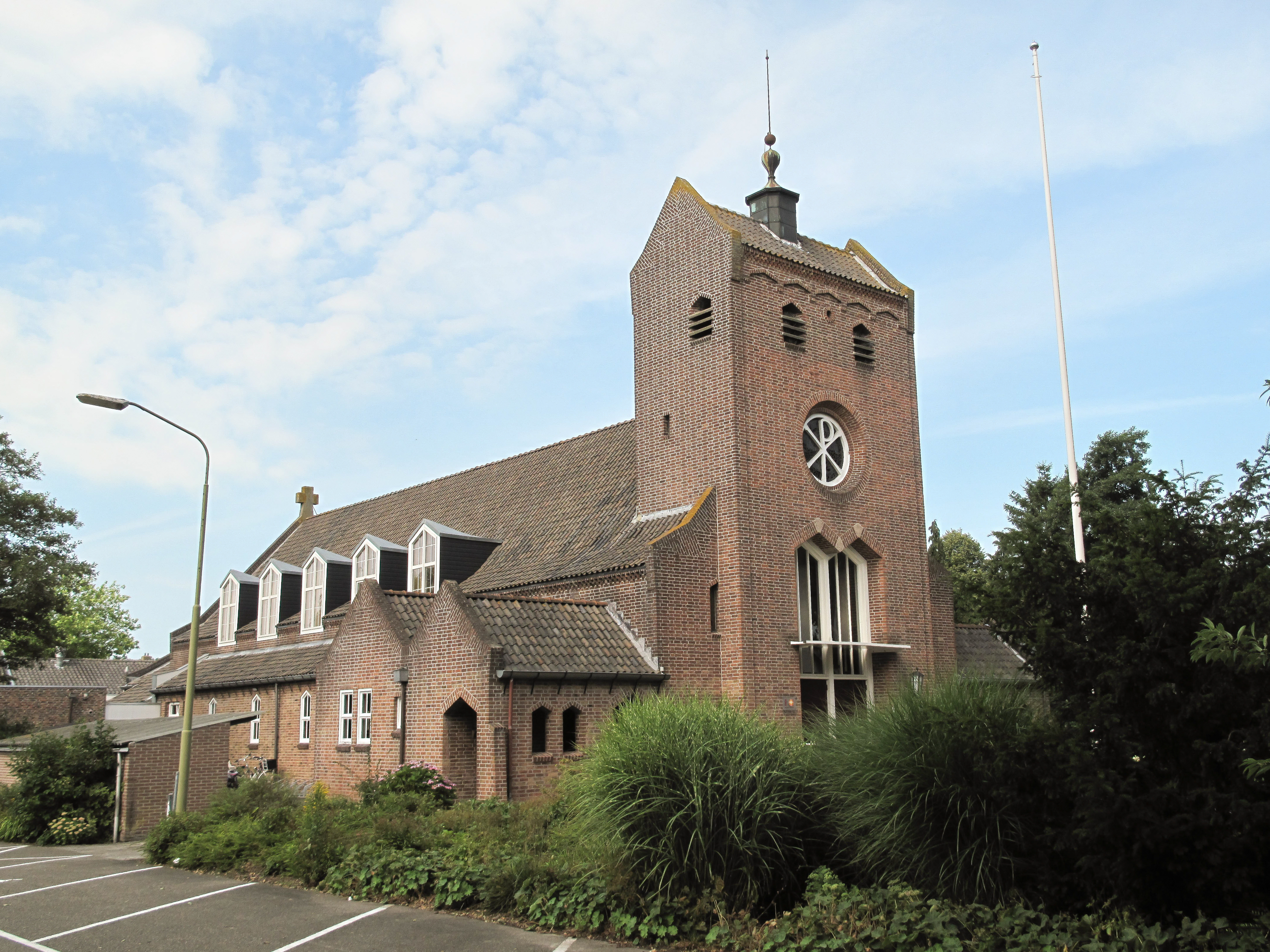
Zuidhorn, reformierte Kirche
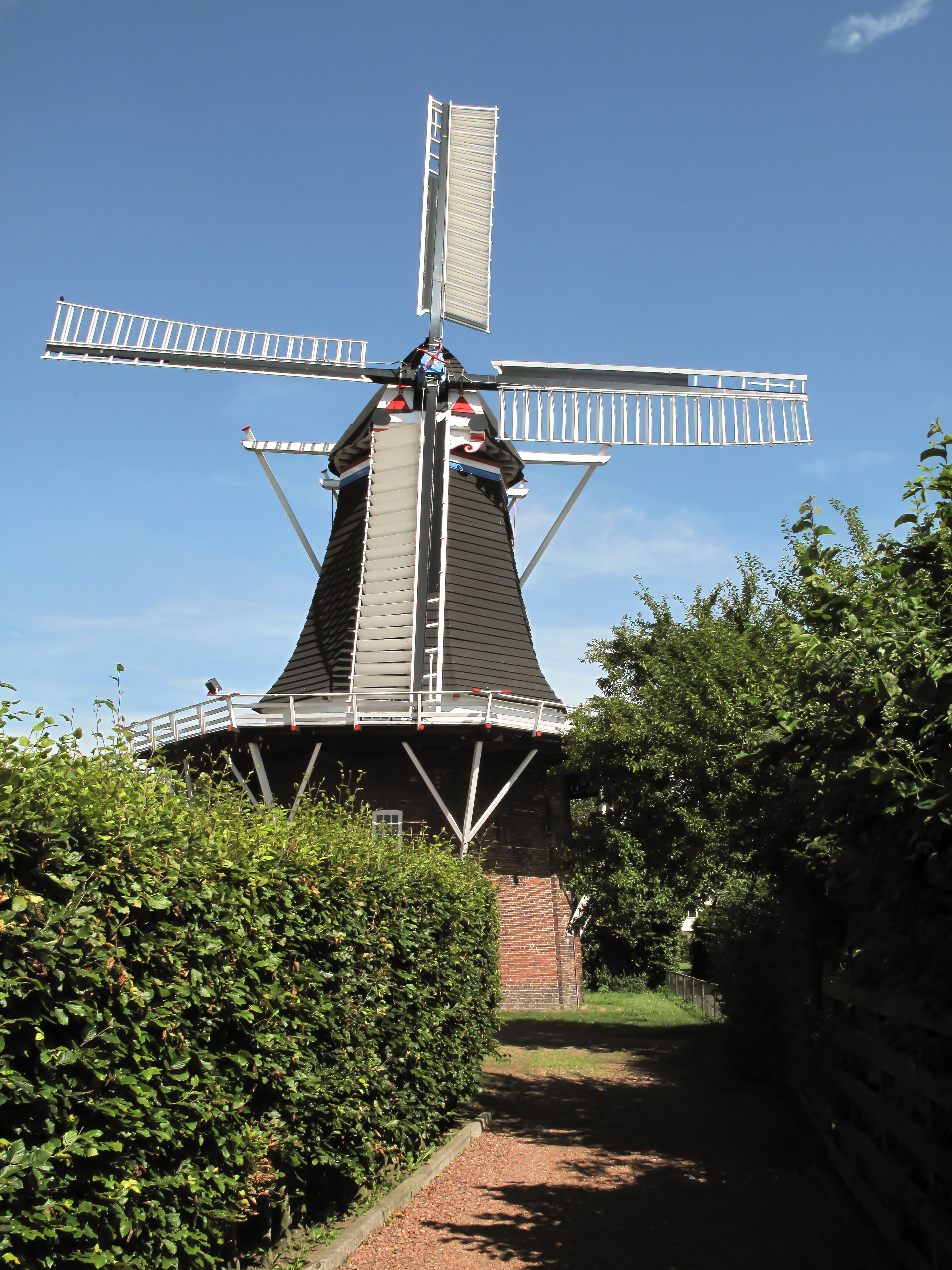
Oldehove, Mühle: korenmolen Aeolus
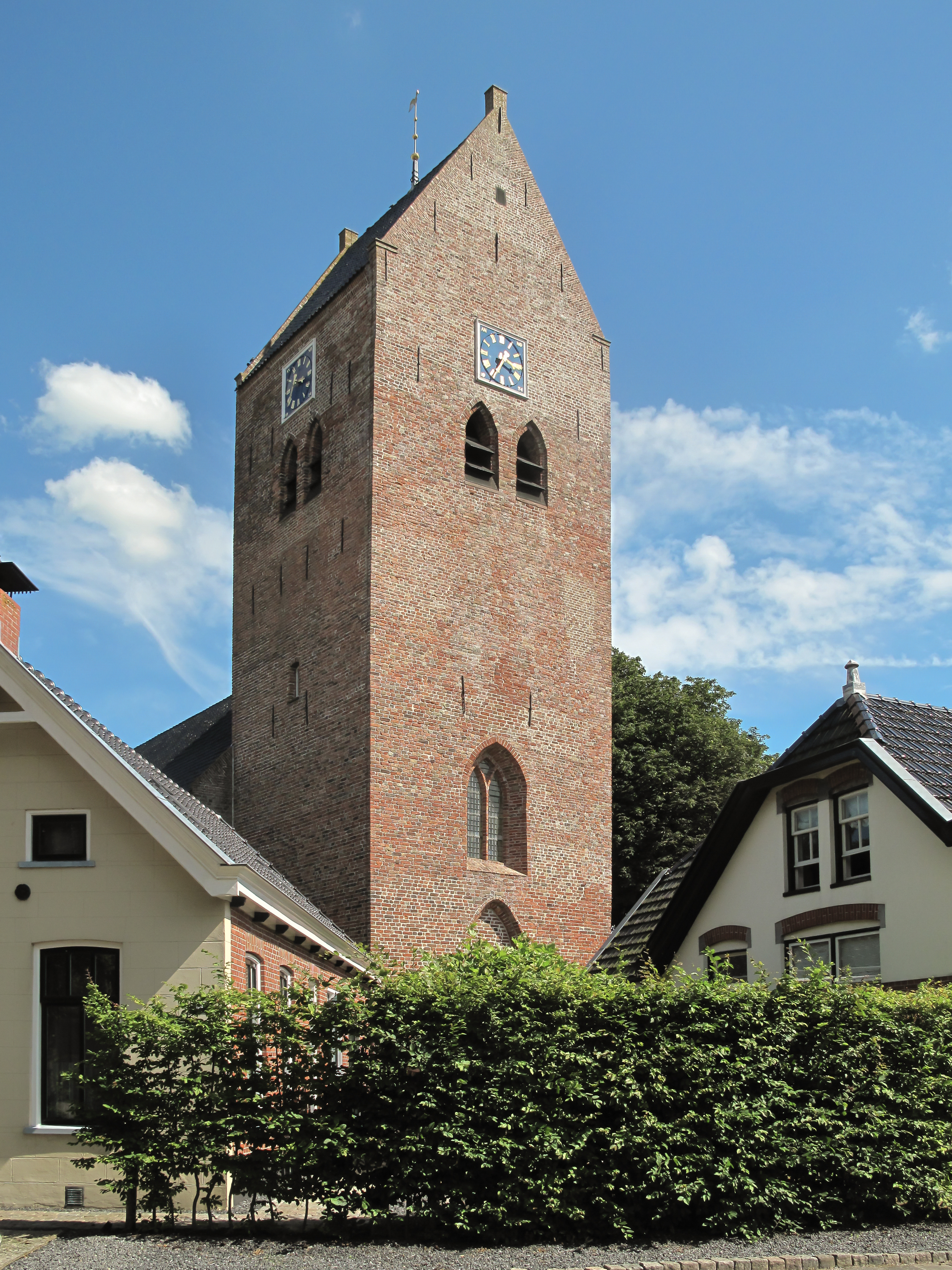
Oldehove, Kirche: de Ludgeruskerk
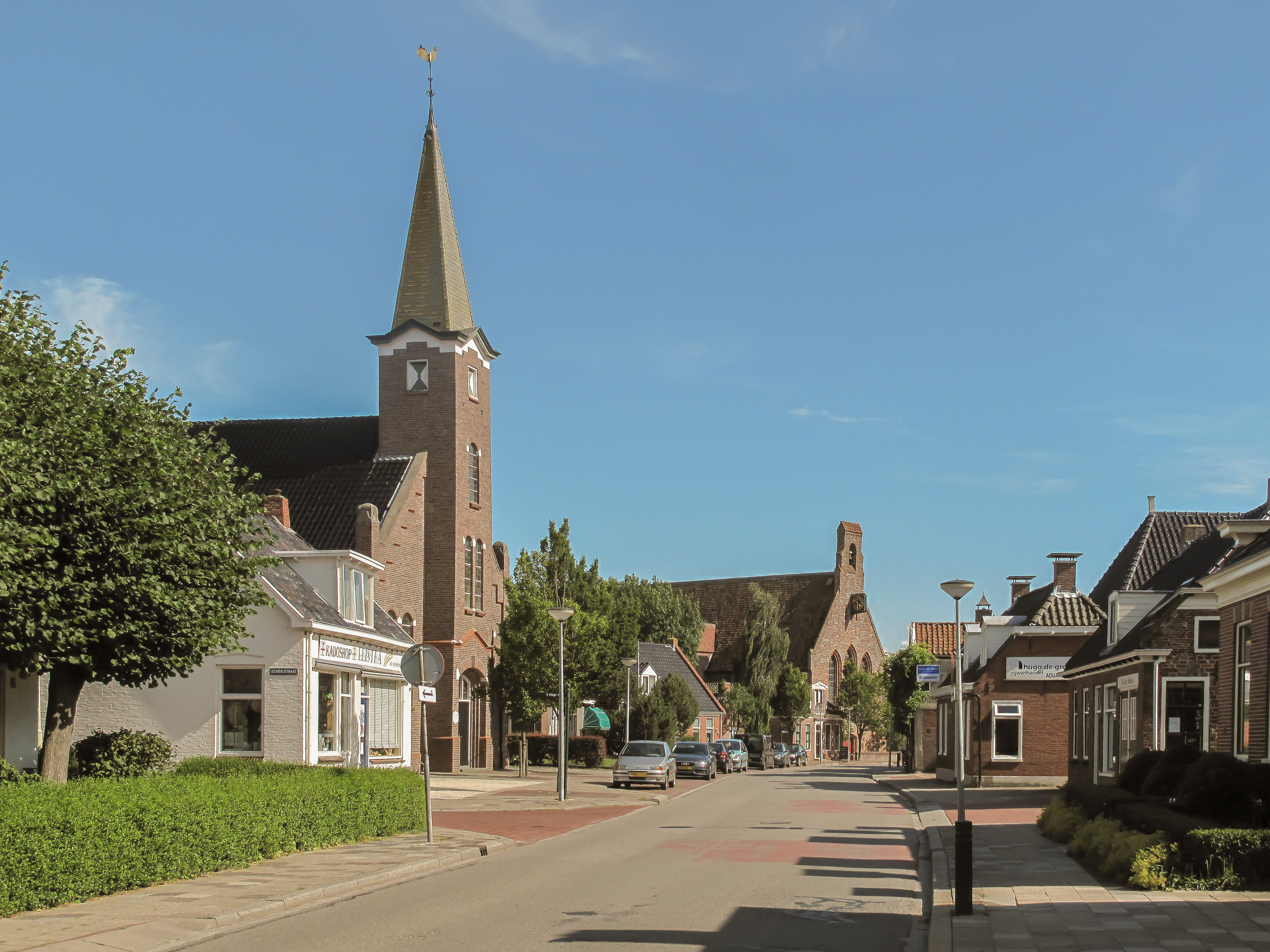
Aduard, zwei Kirchen in der Straße
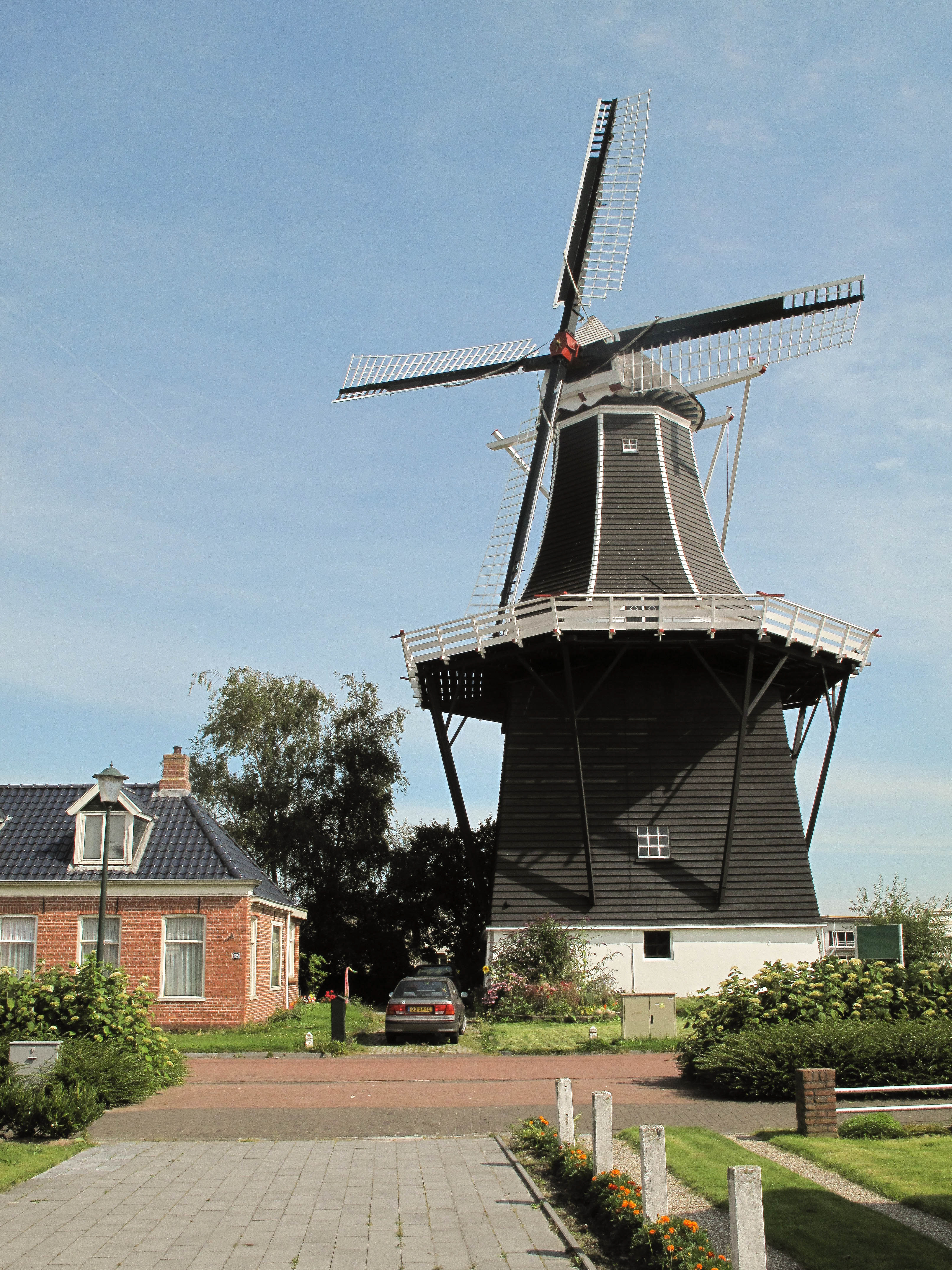
Grijpskerk, Mühle: molen de Kievit
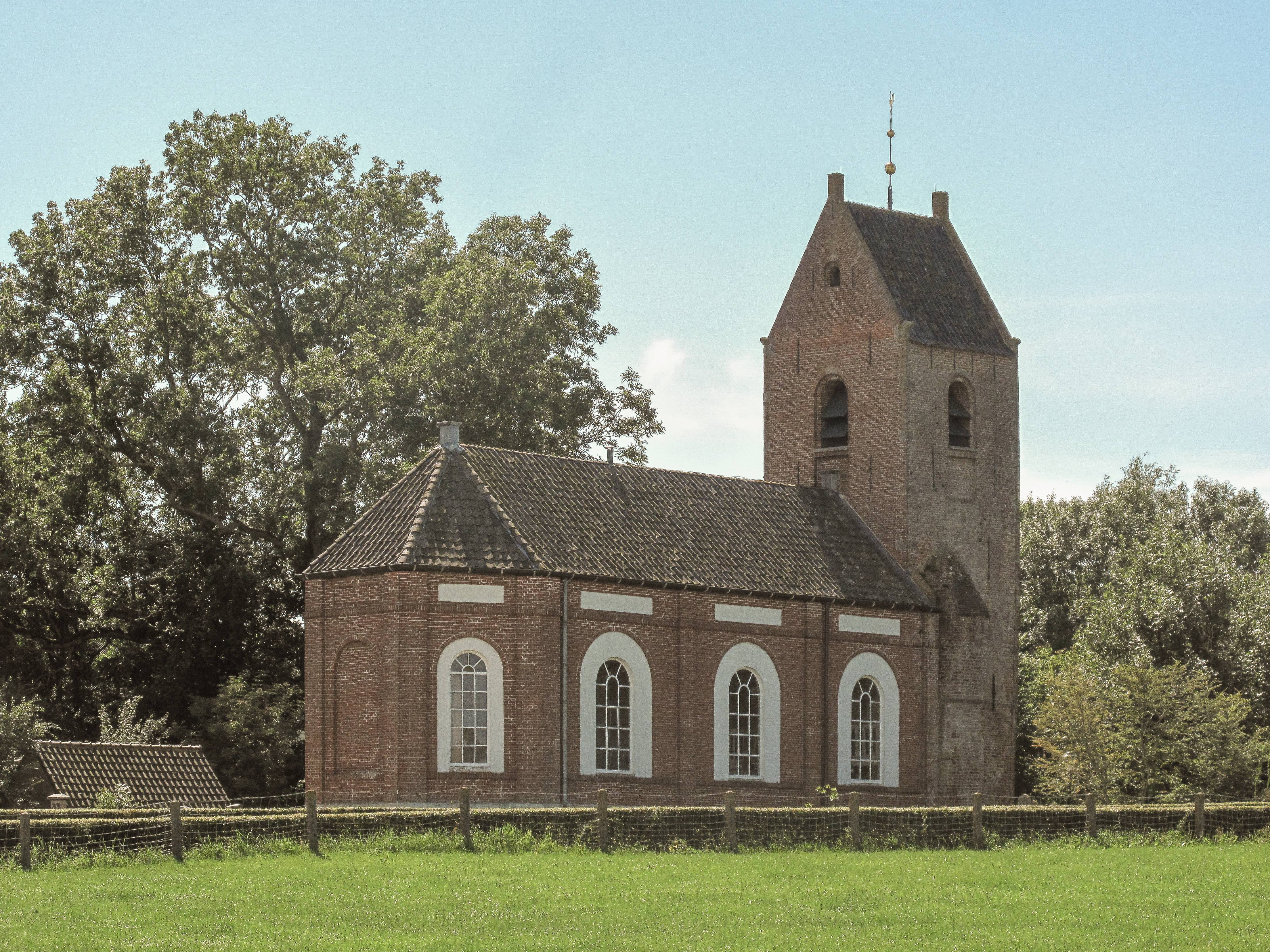
Saaksum, reformierte Kirche
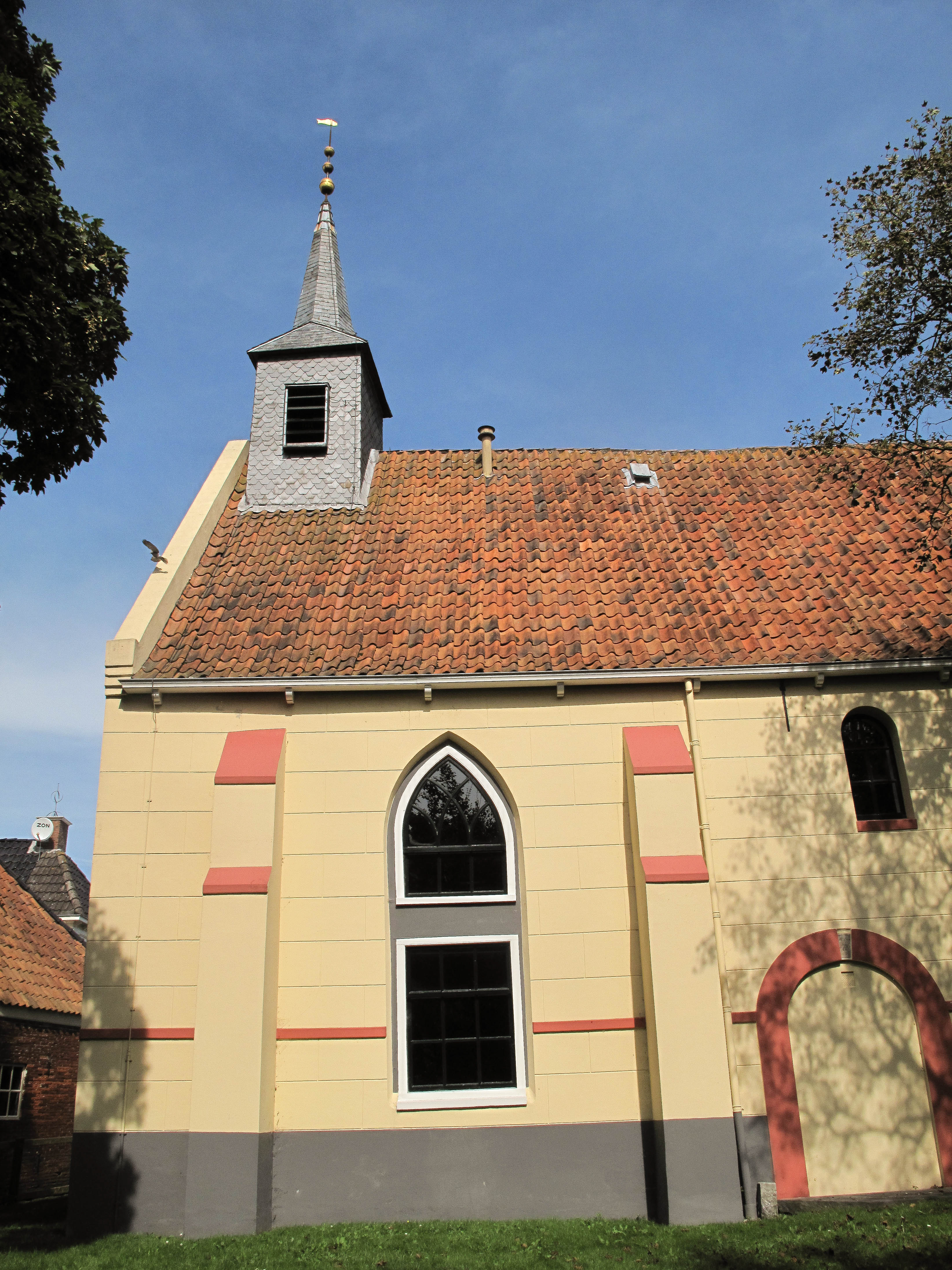
Visvliet, Kirche: de Gangulfuskerk

## Kuriosa
In den 1980er und 1990er Jahren errichtete der Landwirt Albert Harkema nördlich des Dorfes Aduard auf seinem Hof eine Groninger Warftkirche im Miniaturformat (circa 12 × 5 m). Bei der Fertigstellung nach 13 Jahren Bauzeit drohte die Gemeinde Zuidhorn mit dem Abriss des Gebäudes, da Harkema über keine Baugenehmigung verfügte. Nachdem jedoch immer mehr Schaulustige und Touristen den Hof Harkemas und Zuidhorn aufsuchten, erteilte die Gemeinde jedoch nachträglich eine Genehmigung als Stallgebäude. Heute ist die Privatkirche für Besucher geöffnet, Landwirt Harkema hatte Ende der 1990er Jahre den Hof und ein dazu errichtetes Teehaus an eine Landwirtfamilie verkauft.

## Persönlichkeiten
- Johan van der Meer (* 1913 in Noordhorn; † 2011 in Achim/D), Dirigent